# Ivan Zazzaroni
Ivan Zazzaroni (Bologna, 26 gennaio 1958) è un giornalista, conduttore televisivo e opinionista italiano. Dal 26 maggio 2018 è direttore del Corriere dello Sport - Stadio.

## Biografia
Comincia a giocare a calcio fin da piccolo. Da adolescente svolge alcuni provini per squadre professionistiche. Dopo il liceo linguistico si trasferisce in Brasile, dove si allena con una squadra di serie A, il Botafogo di Ribeirão Preto. Realizza un'intervista al campione Sócrates, che abita a 500 metri da casa sua. Il pezzo viene pubblicato in Italia dal quotidiano bolognese Stadio: è il primo articolo della sua carriera. Successivamente scrive pezzi che appaiono (non firmati) sulla Gazzetta dello Sport. Tornato in Italia, nel 1981 viene assunto dal settimanale Autosprint. Inizia così la sua collaborazione con la bolognese Conti editore, proprietaria anche del Guerin Sportivo. Al Guerin, Zazzaroni conosce Italo Cucci, direttore dello storico settimanale, che oggi considera il suo maestro. Decide di proseguire la carriera in quest'ultimo: dal 1985 è inviato, poi caporedattore e nel 1991 vicedirettore.
Nel settembre 1999 è nominato direttore del Guerin Sportivo; dal 2001 al 2003 è direttore di Autosprint. Dal 2004 conduce Deejay Football Club in onda su Radio Deejay, per il cui sito internet gestisce anche un blog. Editorialista del quotidiano Libero fino al 2012, è stato opinionista nelle trasmissioni televisive Rai Quelli che..., La Domenica Sportiva e Dribbling. È inoltre coautore insieme a Davide Cassani e Pier Bergonzi del libro Pantani. Un eroe tragico, pubblicato nel 2005.
Dal 2006 partecipa alla trasmissione televisiva Rai Ballando con le stelle in qualità sia di giurato (nella terza edizione e dalla quinta edizione) sia di concorrente (quarta edizione). Nel 2007 ha fondato e diretto per tre mesi il quotidiano sportivo Dieci. Dal 2008 al 2012 è stato opinionista per le trasmissioni Rai Un mercoledì da campioni, Martedì Champions, Notti mondiali, e per le partite del Campionato europeo di calcio 2012. Nel 2010, durante il Campionato mondiale di calcio, ha collaborato con Eurosport nella rubrica Zazzagol e ha firmato la prefazione del libro "Calciobidoni. Non comprate quello straniero" di Cristian Vitali e quella del libro di Gianluca Gifuni "Quagliarella. Il sogno spezzato".
Dal 2010 è ospite fisso della trasmissione televisiva La Domenica Sportiva su Rai 2 e, fino al maggio 2012, della trasmissione Number Two in onda su Canale 34 Telenapoli. Nel 2011 è ospite-opinionista della Domenica Sportiva Estate e, da agosto, il suo blog Zazzagol figura nel sito internet GQItalia.it. Da settembre 2012 a agosto 2021 è conduttore della trasmissione Il bello del calcio su Canale 21. Interviene frequentemente nella trasmissione Radio Radio Lo Sport e su Radio Marte. Nel giugno 2016 è ospite fisso a Il grande match su Rai 1 per commentare i post-partita dell'Europeo. Dal 15 novembre 2016 è direttore editoriale (area digitale) del Gruppo Amodei, che pubblica Corriere dello Sport - Stadio, Tuttosport, Guerin Sportivo, Autosprint, Auto, Motosprint, In moto. Nel maggio 2018 diventa direttore del Corriere dello Sport - Stadio.
Dal 2018 è giurato per il Premio Calciobidone, ironico riconoscimento destinato al peggior calciatore della Serie A, titolo a cura di Calciobidoni.it, del Guerin Sportivo e di Fantacalcio.
Dal 2020 è opinionista fisso di Tiki Taka. Nel 2021 riceve il Leone D'Oro per meriti professionali dal Comitato del Gran Premio Internazionale di Venezia. L'anno seguente passa a Pressing e nel 2023 a Coppa Italia LIVE e Supercoppa Italiana LIVE. Nel 2024 partecipa come concorrente a Chi può batterci?, gioco di Rai 1.

### Vita privata
Sposato in prime nozze con Cristina Canali con cui ebbe un figlio.
Dal 2007 ha una relazione con Monica Gasparini, giornalista e conduttrice di Studio Aperto.

## Pubblicazioni
- con Davide Cassani, Pier Bergonzi, Pantani. Un eroe tragico,, Arnoldo Mondadori Editore, 2005
- con Dario Vassallo, Nello Governato, Il Sindaco pescatore, Arnoldo Mondadori Editore, 2011
- Diventare Mourinho, Sperling & Kupfer, 2022

## Programmi televisivi
- Ballando con le stelle (Rai 1, dal 2006) giurato nel 2006 e dal 2009, concorrente nel 2007
  -  Ballando con te (Rai 1, 2012) 
  -  Sognando... Ballando con le stelle - Il casting (Rai 1, 2025) 
  -  Sognando... Ballando con le stelle (Rai 1, 2025)
- Notti mondiali (Rai 1, 2010) opinionista fisso
- Tiki Taka (Italia 1, 2020-2022) opinionista fisso
- Pressing (Italia 1, 2022-2024, Canale 5, dal 2024) opinionista fisso
- Coppa Italia LIVE (Italia 1, dal 2023) opinionista fisso [11]
- Supercoppa italiana LIVE (Canale 5, 2024) opinionista
- Chi può batterci? (Rai 1, 2024) concorrente